# Amberley (Ohio)
Amberley es una villa ubicada en el condado de Hamilton, Ohio, Estados Unidos. Según el censo de 2020, tiene una población de 3840 habitantes.
Es parte del área metropolitana de Cincinnati.

## Geografía
La localidad está ubicada en las coordenadas 39°12′13″N 84°25′42″O / 39.20361, -84.42833 (39.203488, -84.4282839). Según la Oficina del Censo de los Estados Unidos, Amberley tiene una superficie total de 9.02 km², correspondientes en su totalidad a tierra firme.

## Demografía
Según el censo de 2020, hay 3840 personas residiendo en Amberley. La densidad de población es de 425.72 hab./km². El 83.23% de los habitantes son blancos, el 7.11% son afroamericanos, el 0.08% son amerindios, el 3.96% son asiáticos, el 0.03% es isleño del Pacífico, el 0.89% son de otras razas y el 4.71% son de una mezcla de razas. Del total de la población, el 1.77% son hispanos o latinos de cualquier raza.